# Степанов, Максим Владимирович
Максим Владимирович Степанов (укр. Максим Володимирович Степанов; род. 18 августа 1975, Сковородино, Амурская область) — украинский государственный и политический деятель. Министр здравоохранения Украины (30 марта 2020 — 18 мая 2021). Председатель Одесской областной государственной администрации (12 января 2017 — 10 апреля 2019).

## Образование
Родился 18 августа 1975 года в городе Сковородино Амурской области, РСФСР.
В 1998 году окончил Донецкий национальный медицинский университет имени М. Горького.
В 2004 году — Киевский национальный экономический университет по специальности «Международная экономика».

## Трудовая деятельность
С 1999 по 2001 год занимал должность заместителя генерального директора ГК "Торговый дом «Газ Украины» НАК «Нафтогаз Украины».
В 2001—2003 годах — замгендиректора ЗАО «Промышленно-финансовая компания „Вече“».
В 2003—2004 годах работал в Государственной налоговой администрации Украины.
С 2004 по 2008 год работал председателем совета директоров ООО «Республиканский правовой союз».
В период 2008—2010 годов Степанов занимал должность первого заместителя председателя Одесской областной государственной администрации Николая Сердюка.
После этого Максим Степанов занимал должность директор государственного предприятия "Украинский государственный центр транспортного сервиса «Лиски».

## Директор ГП «Полиграфкомбинат Украина»
В 2011—2016 годах — возглавлял ГП «Полиграфкомбинат Украина», который изготавливал бланки официальных документов (паспорта, трудовые и медицинские книжки и др.).
Степанов на посту директора госпредприятия сумел ликвидировать монополию концерна ЕДАПС на печать паспортов и других документов, которыми теперь занимается государственный полиграфкомбинат. С показателей прибыли за 2011 год в 3 миллиона гривен увеличил прибыль до 172 млн.грн за 2015 год, и около 300 млн.грн в 2016 году. За этот период времени «Полиграфкомбинат Украина» построил два новых цеха, а также выпустил новые продукты — биометрический паспорт, идентификационную карту, сертифицировался по пяти международным стандартам ISO.
Степанова подозревают[кто?] в завладении более 450 млн грн, когда он возглавлял государственное предприятие «Полиграфический комбинат „Украина“».

## Председатель Одесской ОГА
21 декабря 2016 года Кабмин одобрил назначение Степанова главой Одесской ОГА. С 12 января 2017 года официально вступил в должность председателя Одесской областной государственной администрации.
На представлении нового губернатора президент Украины Пётр Порошенко 12 января 2017 года заявил, что «сегодня моё решение о назначении человека, который победил в конкурсе, Максима Степанова на должность главы областной государственной администрации — правильное решение».
7 апреля 2019 года уволен указом президента Украины Петра Порошенко за необеспечение результатов президентских выборов (как заявил сам Степанов). В ответ на увольнение Степанов обвинил Порошенко в превышении полномочий и заявил, что «никаких заявлений не писал», и отказался покидать должность председателя Одесской ОГА. Данный указ был отменён (удалён с официального сайта президента). Окончательно уволен указом президента Украины № 119/2019 10 апреля 2019 года.

## Интервью
- Міністр охорони здоров’я Максим Степанов: про вакцину, хибні ПЛР та 7 місяців пекла. Зе Інтерв’юер
- «Консилиум с Доктором Комаровским». Максим Степанов. Деньги, кадры, мотивы, карантин